# Back with a Heart
Back with a Heart è il sedicesimo album in studio della cantante britannico-australiana Olivia Newton-John, pubblicato nel 1998.

## Tracce
1. Precious Love – 3:24
2. Closer to Me – 4:17
3. Fight for Our Love – 3:51
4. Spinning His Wheels – 3:30
5. Under My Skin – 3:32
6. Love Is a Gift – 4:18
7. I Don't Wanna Say Goodnight – 3:59
8. Don't Say That – 4:45
9. Attention – 3:33
10. Back with a Heart – 2:59
11. I Honestly Love You – 4:04